# Péter Zwack
Péter Zwack (Budapeste, 21 de maio de 1927 – 5 de agosto de 2012) foi um empresário, investidor, filantropo e diplomata húngaro. Deteve e liderou a empresa Zwack.
Zwack nasceu numa família de proeminentes empresários, donos da Zwack PLC. Durante a Segunda Guerra Mundial, Budapeste e a fábrica de Zwack foram completamente destruídas. Após a guerra, o novo regime comunista nacionalizou a fábrica em 1948. A família Zwack fugiu do país. János Zwack com o seu filho Peter, bisneto de József Zwack, o fundador da fábrica, conseguiu escapar com a receita original de Zwack no bolso. Béla Zwack ficou para trás para dar ao governo comunista uma receita zwack "falsa" e passou a ser um operário comum.
Entretanto, János e Péter emigraram para os Estados Unidos e, após vários meses no campo de refugiados de Ellis Island, foi-lhes concedida a entrada nos EUA apenas porque tinham a receita do Zwack. Mais tarde estabeleceu-se no Bronx em 1949, quando Péter tinha 22 anos. Foi nos Estados Unidos que Péter aprendeu todos os pormenores da indústria de bebidas.
Os anos seguintes foram de vida em movimento: Péter Zwack vendia aspiradores em Queens e era importador de vinho em Chicago. Tornou-se americano, depois mudou-se para Milão, Itália, onde o seu pai fazia o licor Unicum, depois para Viena para o fabrico de brandy. Mais tarde, viveu em Florença com a sua mulher, Anne Marshall Zwack, escritora.
Juntamente com Tibor Eckhardt fundou uma instituição de caridade chamada First Aid for Hungary em 1956 que ajudou os refugiados da revolução húngara de 1956.
Em 1988, apenas um ano antes da queda do comunismo, Zwack regressou à Hungria e a produção retomou com a fórmula original de Zwack. Ele retomou os negócios familiares no verão de 1989, e na primavera de 1990, o produto original Zwack foi reintroduzido no mercado húngaro. Nesse mesmo ano, Péter foi nomeado Embaixador da Hungria nos Estados Unidos. Como resultado, Zwack renunciou à sua cidadania americana.
Um ano depois, foram-lhe dadas 48 horas para fazer as malas e deixar o seu posto diplomático. O governo húngaro anunciou em abril que ia terminar a sua digressão em julho. No entanto, a sua saída acelerou depois de criticar o ministro dos Negócios Estrangeiros Géza Jeszenszky em acusações publicadas na imprensa de Budapeste.
À saída, que começou com um apelo público para pedir a demissão de Jeszenszky, ele incluiu declarações detalhadas de interferência política no funcionamento interno da embaixada, e uma abordagem desajeitada a assuntos diplomáticos sensíveis. O governo húngaro evitou comentar as acusações específicas de Zwack, em vez de se concentrar na saída explosiva do embaixador. O primeiro-ministro József Antall perguntou quando tinha um embaixador que pedia a demissão do seu ministro dos Negócios Estrangeiros, que nunca lhes foi permitido "continuar a sua atividade sem perturbações no seu cargo"..
Zwack tornou-se presidente do Partido dos Empresários em 1992. Dois anos depois, fez uma aliança eleitoral com o SZDSZ, o Fidesz e a Aliança Agrária, segundo a qual foi o candidato comum dos quatro partidos por Kecskemét, nas eleições legislativas da Hungria de 1994. Zwack ganhou um lugar na Assembleia Nacional Húngara como o único deputado independente. Demitiu-se do cargo de líder do partido em 1995. Entre 1995 e 1997 foi membro do júri do Prémio Kossuth e do Prémio Széchenyi.
Durante as eleições legislativas de 1998 na Hungria, apoiadas pelo SZDSZ, não repetiu o seu êxeito de há quatro anos. Depois de se juntar à SZDSZ tornou-se em 1999 membro da liderança do partido. Foi um dos empresários do partido entre 2000 e 2003. Em 2002 voltou a ser eleito para o parlamento, mas demitiu-se meio ano depois.
Zwack morreu em Itália em 5 de agosto de 2012, aos 85 anos. O negócio da família foi continuado pelos seus dois filhos, Sandor e Izabella.